# フラント・ディンク暗殺事件
フラント・ディンク暗殺事件（フラント・ディンクあんさつじけん）は、アルメニア系トルコ人のジャーナリストであるフラント・ディンクが、2007年1月にイスタンブールで射殺された事件。裁判では、実行犯である17歳の少年を含めた民族主義者グループに有罪判決が下された。この事件はトルコを含めた世界各国で大きな非難を巻き起こし、マイノリティの人権を抑圧してきたとされるトルコ共和国刑法第301条の正否に関しても、論争を喚起した。

## 経過

### 事件

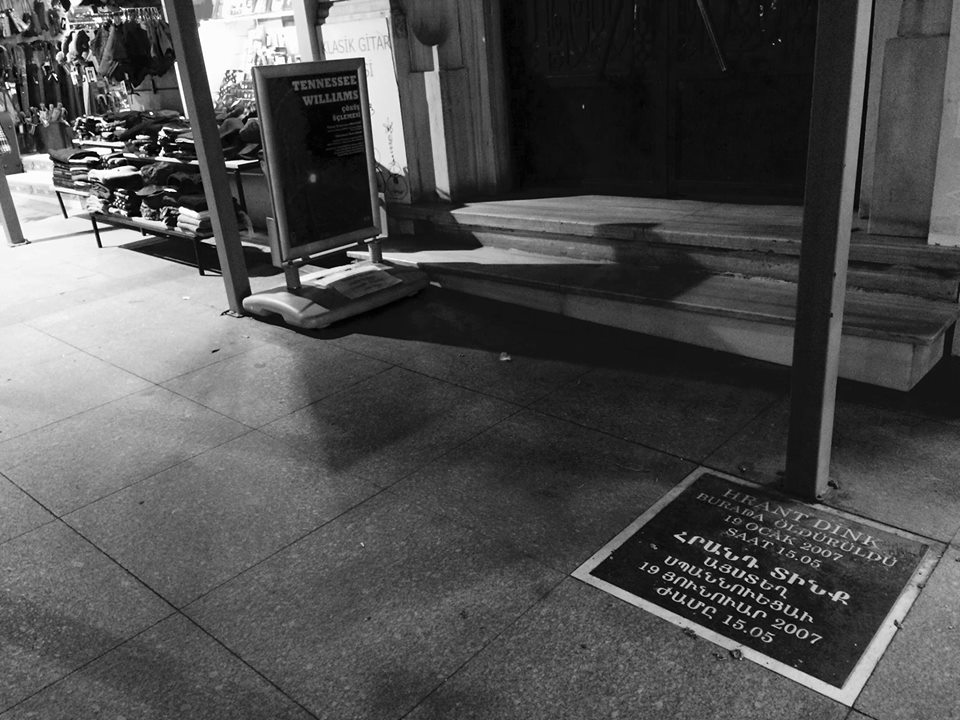
事件現場と、そこに設置されたプレート

『アゴス』紙編集長であったジャーナリストのフラント・ディンクは、そのアルメニア人アイデンティティーとアルメニア人虐殺についての主張から、長らくトルコ人の極右勢力によって脅迫を受け続けていた。にもかかわらず、保護された生活を送ることを嫌ったディンクは、公式には一度も当局に保護を求めたことはなかった。ディンクは、その社説で「トルコ性を侮辱した」としてトルコ共和国刑法第301条による執行猶予つきの有罪判決を受けていたが、その他の発言についても裁判を抱えている最中であった。
2007年1月18日、ディンクは『ラディカル』紙に送付した論説で次のように書いている。
そして、翌19日の12時 (GMT) 頃、ディンクはイスタンブールの『アゴス』編集部へ戻ろうとしたところを殺害された。犯人はアンカラ大学の学生を自称してディンクに面会を求めていたが、これを断られたため、付近の銀行の前でしばらくの間待っていたとされる。目撃者によれば、ディンクは20代の長髪の男に、背後から至近距離で頭部を3発撃たれたという。別の目撃者によれば、犯人はジーンズと帽子を身に着けた20歳ほどの男で、逃走しながら「俺は異教徒を撃った」と叫んでいたという。ディンクの友人であった作家のオルハン・アルカヤ (tr) は、3発の発砲による暗殺はトルコのヒズボラに特有の手法であると述べている。一方警察発表では、犯人は18〜19歳の男性とされた。事件から数時間後に2人の男が警察に拘束されたが、後に解放されている。また、当局は現場に残された薬莢から、凶器は7.65ミリ弾を使用し、他の事件では使用されていない銃器であると特定した。

### 被疑者
事件発生から32時間後、公表された犯人の画像を見て父親が当局へ通報したことにより、1990年生まれ、トラブゾン在住のオギュン・サマストが事件の犯人として逮捕された。トラブゾンでは、前年にカトリック教会司祭のアンドレア・サントロが、地元の民族主義者の少年に射殺されており、近年の極右運動家の主要なリクルート先にもなっていた。そしてサマストには、2004年にトラブゾンのマクドナルド店舗を爆破した前科を持つヤシン・ハヤルという友人もいた。ほどなく、トラブゾン県知事ヒュセイン・ヤヴズデミルおよびトラブゾン警察署長レシャト・アルタイは職務を解かれ、その後アンカラから派遣された特別調査チームにより現地の調査が行われた。
20日中にサマストはディンクの殺害を自供したが、この段階ではサマストは犯行は個人的なものと供述していた。しかし、サマストのおじは取材に対して、イスタンブールについて知識のないサマストが独りで犯行に及ぶことができたとは思えず、サマストは利用されたのだと主張した。サマストは、ディンクが「トルコ人を侮辱した」ために殺害したと語り、後悔もしていないと供述した。メディアは、サマストが高校を中退しており薬物中毒の可能性もある、と報じた。その後、サマストはTV報道を見て初めて自身の行為の重大さを認識し、悔悟した様子で供述を終えたと報じられた。
ところが2月1日、勾留中のサマストが警官とともに、トルコの国旗の前で誇らしげにポーズをとっている映像がメディアに流出した。映像は議論を呼び、『ラディカル』編集者のイスメト・ベルカン (tr) は「これはディンクをもう一度殺すようなものだ」と語った。しかし、ほどなく配信元のTGRTは映像が偽造であったと認め、同社のディレクターらは引責辞任した。
同時期には事件に加担したとして他の6人の被疑者もトラブゾンで逮捕されていたが、その中でもヤシン・ハヤルが自分にディンクを殺害するよう焚きつけ、そして凶器も手配した、とサマストは供述した。そしてハヤルも、サマストに銃と金を与えたことを認め、「彼は義務を果たし、トルコの名誉を回復することを助けた」と述べた。また別の調査によれば、民族主義地下組織「エルゲネコン（エルゲネコン組織）」の事件への関与も指摘されている。メンバーであった大佐のフェルハト・ヨズソイが、「フラント・ディンクの死だけでは充分でない」として、借金を抱えていた部下にディンクの妻子を暗殺するよう30万リラで持ちかけていたことが、エルゲネコン裁判の中で明らかにされている。

### 疑惑
2007年10月にNTVは、有力な被疑者の一人について、警察のファイルが裁判所へ開示される以前に「国家機密」として破棄されていたと報じた。2010年9月には欧州人権裁判所も、ディンクの殺害を防ぐ手立てを講じず、また捜査機関の責任を追及しなかった点について、トルコ当局には欧州人権条約第2条に対する違反があったと結論した。2013年には事件の調査に際して、匿名の証人が、JİTEM（情報・カウンターテロリズム国家憲兵隊）の事件への関与を認める発言を行っている。さらに2015年1月には、事件を見過ごした罪により、2人の警察官に公務員として初めて逮捕状が発行された。
ディンクの家族の弁護士であるエルダル・ドアンは、現場付近の銀行の監視カメラ映像を含めた多くの証拠物件が廃棄されており、それらは犯人らと治安部隊との繋がりを示すものであった可能性がある、と繰り返し主張している。さらにドアンは、トルコ警察総局情報部長のラマザン・アクユレクが被疑者の供述書48ページ分の破棄を命じた、と名指ししてもいる。
ある時ドアンが事件現場の通りを映した監視カメラ映像を調べていると、そこには携帯電話を使用している4人の被疑者が映っていた。そこでドアンは、管轄のシスリ地区通信局に対して、事件発生時刻のGSM記録の開示を要求した。ところがこれに対し、2社の主要なGSMプロバイダは、当該エリアには基地局自体が存在しないと回答し、他の主要GSMオペレータは、当該時刻には1件の通信も記録されていない、と回答した。これについてドアンは、イスタンブールでも最も混雑した地区に基地局が存在せず、また事件発生時刻に1件の通信もないという状況は考え難い、と疑念を呈している。

### 裁判
ディンク殺害事件の裁判は2007年7月2日からイスタンブールで開始され、18人が第14重刑事裁判所へ起訴された。ヒューマン・ライツ・ウォッチは、この裁判を「トルコの司法の独立についての厳しいテスト」であるとした。サマストは18歳に達していなかったので、審判は非公開に行われた。サマストに対しては、謀殺とテロ組織への加担を理由に懲役18年から24年、武器の不法所持などについて懲役8.5年から18年が求刑され、ハヤルら2名にはテロ行為の煽動について懲役18年から30年が求刑された。その他15名の被告人に対しても、殺人の共犯およびテロ組織への加担を理由に懲役7.5年から30年が求刑された。
2011年7月にサマストに対し懲役23年が言い渡され、2012年1月にはハヤルに対して終身刑が言い渡された。

## 反響

### トルコ国内
ディンクの葬儀は2007年1月23日にクムカプのアルメニア教会で執り行われ、そこには10万人を超す人々が参列した。11時から『アゴス』編集部で行われた式典の後、人々は霊柩車の後を続いてゆっくりとバルクル (en) のアルメニア人墓地まで8キロメートルを行進した。参列者たちは「我々は皆フラント・ディンク」「我々は皆アルメニア人」とトルコ語、アルメニア語、クルド語で書かれた大小様々なポスターやサインを掲げた。ディンクの殺害に抗議する人々の行進はアンカラ、アンタルヤ、ブルサ、イズミル、トゥンジェリ、そしてトラブゾンでも行われ、トルコ政府の責任を追及する声が巻き起こった。
コンスタンディーヌポリ・アルメニア教会総主教のメスロブ2世は、トルコのアルメニア人コミュニティに対し15日間の服喪を宣し、コンスタンディーヌポリ全地総主教のヴァルソロメオス1世は、「我が国の傑出したジャーナリストの一人であったディンクに対する凶悪な暗殺に、我々は深く心を痛める」と語った。葬儀には宗教者のみならず、各国からのアルメニア人ディアスポラの代表や、トルコ政府を代表したメフメト・アリ・シャヒン副首相、アブデュルカディル・アクス内相も参列した。トルコとアルメニアの間には国交がないにもかかわらず、葬儀にはアルメニア外相のアルマン・キラコスィアンも招待された。葬儀に参列したアルメニア系フランス人ジャーナリストのイザベル・コルティアンは、「トルコ人たちがディンクに連帯を示したことは我々に衝撃をもたらした」と書いている。

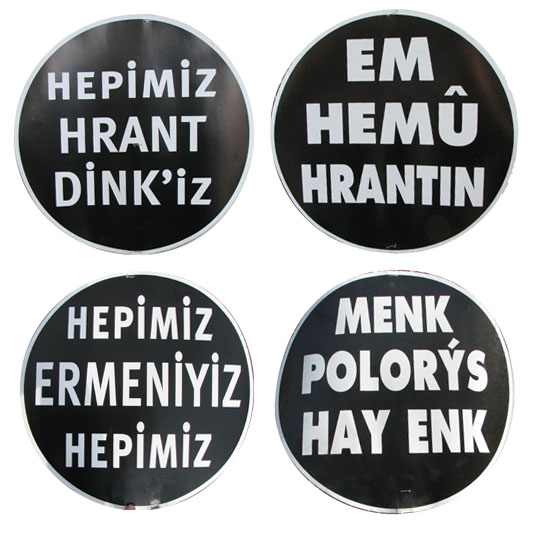
ディンクの葬儀で掲げられた、「我々は皆フラント・ディンク」「我々は皆アルメニア人」とトルコ語で書かれたプラカード

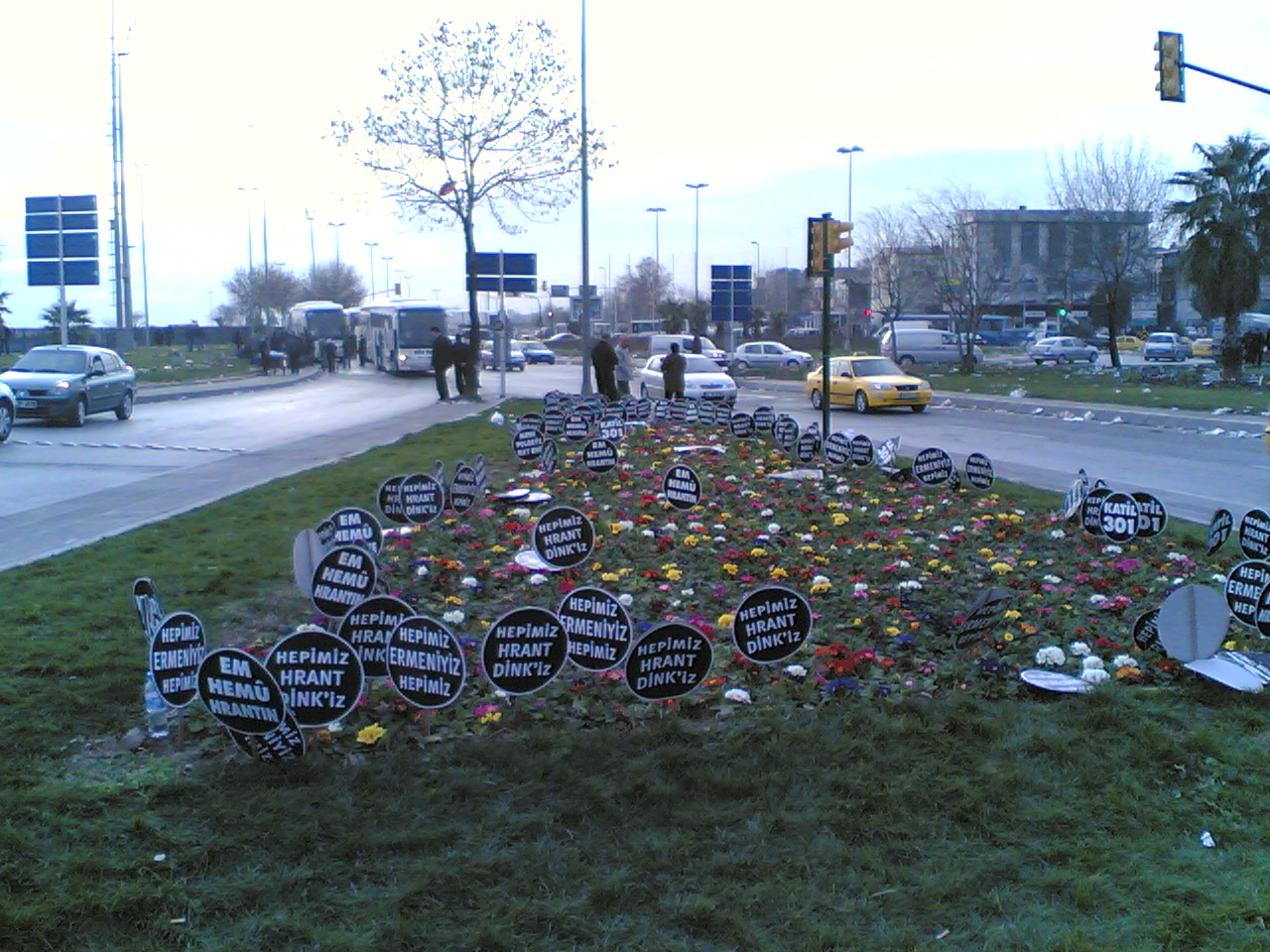
プラカードで飾られた花壇

一方で、極右政党民族主義者行動党のデヴレト・バフチェリ党首は、葬儀の際に掲げられたプラカードについて、クルディスタン労働者党によるテロの犠牲者の葬儀には参加しなかった者によるパフォーマンスに過ぎない、と批判した。左派共和人民党のトゥライ・ヨジュエルマン議員も、「プラカードの文字は『我々は皆アルメニア人』ではなく『我々は皆人間』とすべきだった。『301の人殺し』と書いたプラカードもあったが、これも間違っている。我々が自身のトルコ人らしさを否定したくないのであれば、刑法第301条もまた否定することはできない」と述べた。
1月27日には、ゲリボル＝ラプセキ間を運航するフェリーボートが、「我々は皆アルメニア人」というスローガンに反感を抱いた36歳の男によってシージャックされた。男は乗客を降ろして船長を人質に立て籠もったが、2時間後に投降した。2月4日にも、イスタンブールのイスティクラル通りで、子供を含めた100人ほどの民族主義団体メンバーがデモ行進を行っている。彼らはディンクの葬儀で掲げられたスローガンに対抗して「我々は皆ムスタファ・ケマル」「我々は皆トルコ人」と書かれたプラカードを掲げた。
メディアの反応として、『ミッリイェト』・『ヒュッリイェト』・『ザマン』を始め、国内の各紙がディンクの死を悼む記事を掲載した（『ミッリイェト』のジャン・デュンダルと『ヒュッリイェト』のハディ・ウルエンギン (tr) はアルメニア語で）。事件までは約5000部の発行部数であった『アゴス』は、事件後に全国で3万部の発行部数まで増加し、事件直後の号には再版がかけられた。一方で『サバフ』紙のコラムニスト、ムラト・バルダクチュ、そしてニュースサイト『ジャーナル・オブ・ターキッシュ・ウィークリー』(en) 編集者のセダト・ラチネルは、事件を非難しつつも、1921年にベルリンでタラート・パシャがアルメニア人民族主義者のソゴモン・テフリリアンに暗殺された事件（ネメシス作戦）を引き合いにして、アルメニア人のナショナリズムの高まりを警戒する記事を執筆している。
大統領のアフメト・ネジデト・セゼルは、「私はディンクの暗殺に深い悲しみに暮れている。私はこの醜く恥ずべき行いを強く非難する」と述べた。首相のレジェップ・タイイップ・エルドアンはボル山トンネルの開通式に出席が予定されていたため、ディンクの葬儀に参列することはできなかった。しかし、エルドアンは「ディンクを狙った弾丸は、我々全員に向けて放たれたものだ」「彼を殺害した黒い手は発見され、処罰される」と放送で語っている。外相のアブドゥラー・ギュルも1月28日に、刑法第301条はトルコの改革に対する妨げになっており、その改正は急務である、と表明した。トルコ大国民議会議長ビュレント・アルンチ、参謀総長ヤシャル・ビュユクアヌトも事件を非難した。
ノーベル文学賞受賞者である作家のオルハン・パムクは、事件の2日後にディンクの遺族のもとを訪れ、「刑法第301条を未だに守っている者、彼に反対する活動を行った者、我々の兄弟姉妹を敵であるかのように描いた者、そして彼を標的に選んだ者に最も大きな責任がある。しかし、結局のところ我々全員に、彼の死について責任がある」と語った。1月27日には、事件現場の『アゴス』編集部前で、ディンクの遺体と同じ様に路上に横たわるというパフォーマンスが劇団によって行われ、いくらかの通行人もこれに参加した。

### アルメニアおよびアルメニア人ディアスポラ

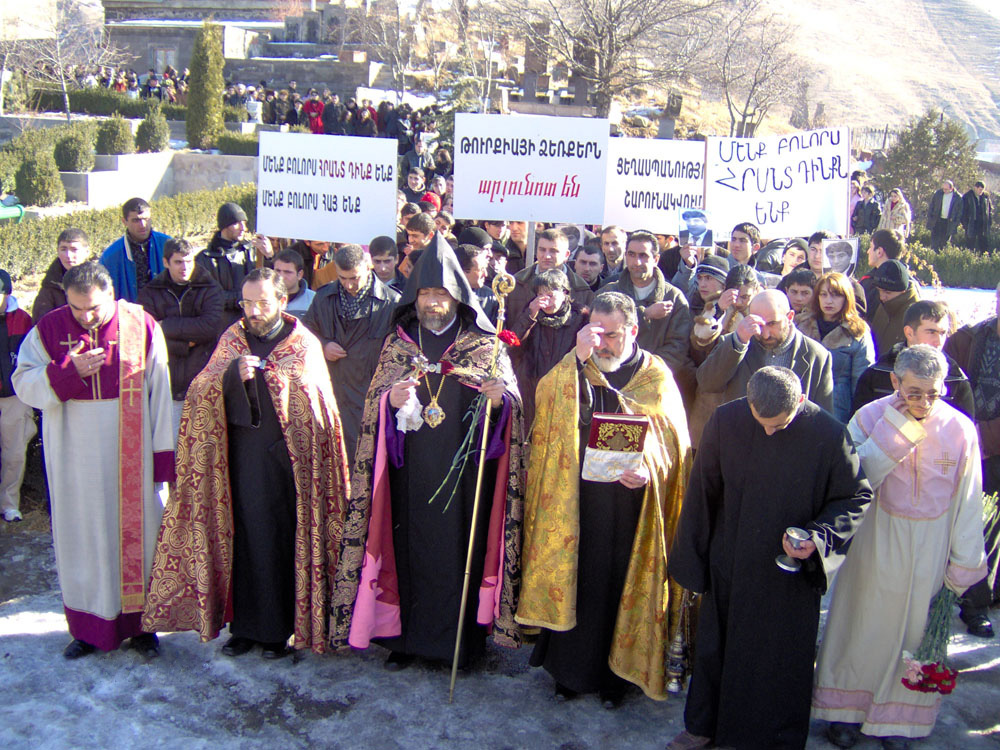
ヴァナゾルでセボウ・チュルジアン主教により執り行われた追悼式典

前大統領のロベルト・コチャリャンは、「著名なアルメニア人ジャーナリストがトルコで殺害されたことは多くの疑問を呼び起こし、最も強い非難に値するものである。我々はトルコの当局が犯人を特定し、厳格に処罰するために全力を尽くすことを期待する」と語った。前外相のヴァルタン・オスカニアンは、「我々は、人々が理解し合い、対話し、融和できるという信念に生きたディンクが暗殺された報に、深い衝撃を受けた。我々はいかなる状況にもかかわらず、断乎としてこの行為を非難し、トルコの当局に責任者を識別するため全力を尽くすよう求める」と語った。
ディンクを追悼するイベントは、ヴァナゾルを始めとしたアルメニア各地で行われ、アルメニア福音教会は特別な追悼式典を世界各地で執り行った。
アルメニア革命連盟政治局長のキロ・マノヤンは、「この殺人は、国益の保護に反してさえトルコに不寛容の雰囲気があることの新たな証明である」と述べた。アメリカ・アルメニア人会議 (en) 「我々は、言論の自由を抑圧し、アルメニア人虐殺に関する開かれた議論を非合法化してきた刑法第301条を、廃止するよう求める国際社会の要求を拒否するトルコ政府について未だ深く憂慮している」と述べた。

### その他の国
- 欧州連合 - 拡大・ヨーロッパ善隣ポリシー担当欧州委員（英語版）のオッリ・レーン（英語版）は、「私はこの暴力的蛮行に衝撃を受け、悲しんでいる」「ディンクは信念を持って自説を曲げず、開かれた議論に貢献した、尊敬に値する知識人だった。彼はトルコの表現の自由のための運動家だった」と述べた[45]。ブルサを訪問中であったバローゾ委員会のギュンター・フェアホイゲンは、「私は強くこの行為を非難する。私はトルコ政府の事件についての行動を祝福する。なぜならば、トルコに対してなされる悪行のすべては完全に失敗するだろうと私は信じているからだ」と語った[56]。

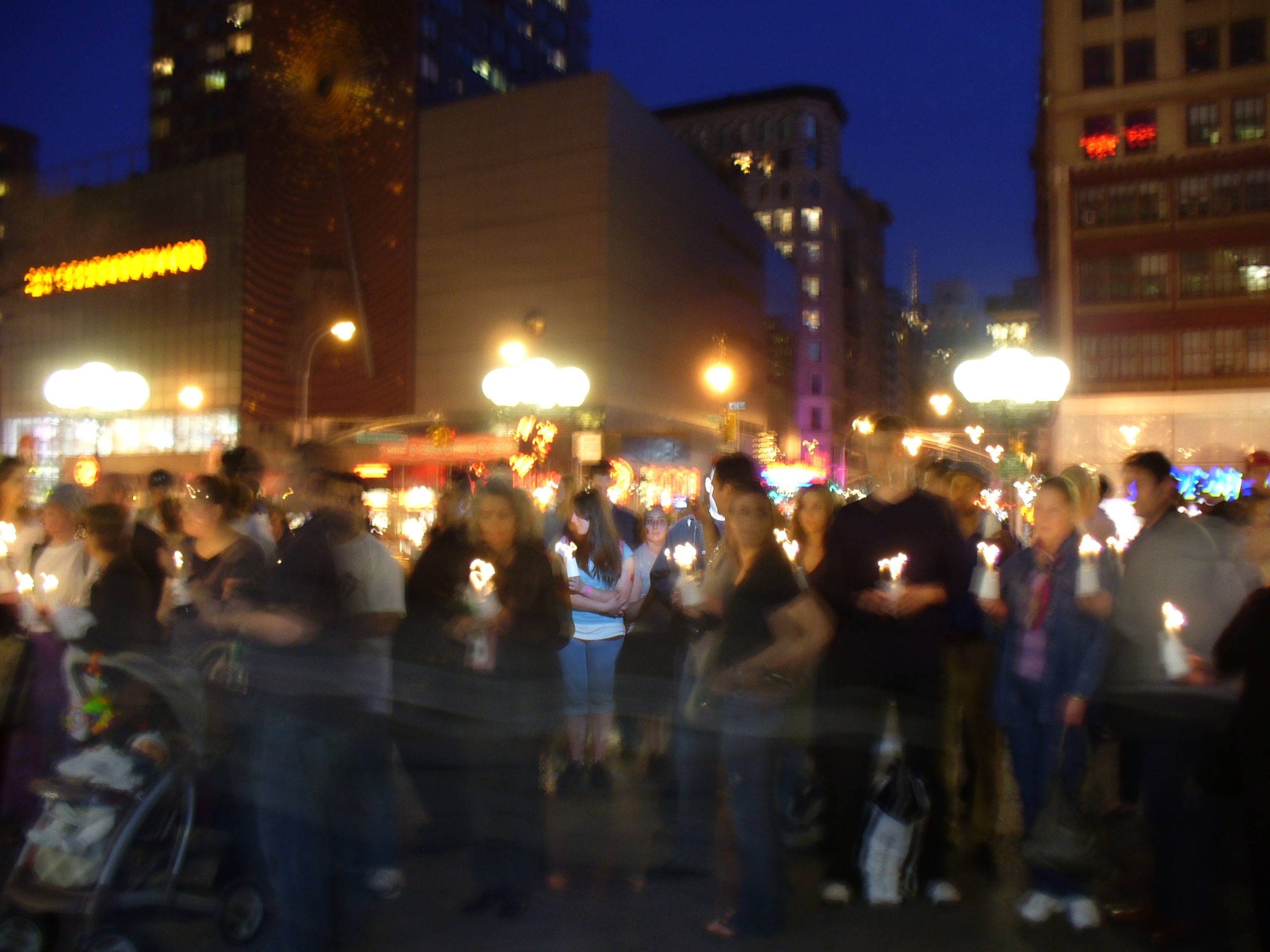
ニューヨークのユニオンスクエアで行われた蝋燭デモ

- アメリカ合衆国 - 在トルコ大使館はディンクの遺族に哀悼の意を表し、ディンクの訃報に衝撃を受け、強く憂慮していると述べた[57]。
- フランス - 大統領のジャック・シラクはディンクの未亡人に手紙を送り、「トルコの最も勇敢で自由な声の一つを奪い去ったこの忌まわしい行為に対し、私はどのように非難を表現してもしきれません」と書いた[58]。
- ドイツ - 欧州連合理事会議長国として事件を非難する公式声明を発し、「この忌まわしい殺人に愕然とし、被害者のご家族やご友人方に対しお悔やみを表したい」「トルコ当局が事件を可能な限り早期に解決し、表現の自由の完全な実現に向け、断乎として歩み続けるであろうことを確信している」とした[59]。
- イタリア - 首相のロマーノ・プローディは1月22日にエルドアンに面会し、『サバフ』紙に対しては「これは非常に深刻な事態であり、全容が解明されることを望む」と語った[60]。

### 人権団体
- アムネスティ・インターナショナルUSA（英語版）は「この恐るべき暗殺は、トルコの最も勇敢な人権擁護者の一人を沈黙させた」「思想に関する正当な議論は守られねばならない。トルコ政府は人権擁護者を保護し、政治風土を広い視野へと公開する努力を強化せねばならない。近年の司法改革はトルコ法の広い分野に国際的な人権基準をもたらしてはいるが、未だ存在する刑法第301条のような言論の自由に対する制限は撤廃されねばならない」としている[61]。
- アムネスティ・インターナショナルUKは、「トルコ当局があらゆる形態の不寛容を非難し、トルコ共和国の全市民の権利を擁護し、フラント・ディンクの殺害について徹底的かつ公正に調査し、調査結果を公表し、そして被疑者を国際的な司法基準に従って公正な裁きの場に引き出すことを求める」と述べた[62]。
- ヒューマン・ライツ・ウォッチ・ヨーロッパ・中央アジア支部長のホリー・カートナーは、「我々はディンクの殺害に深く悲しんでいる。ディンクの死はトルコから自身の過去と向き合う必要を知らせる重要な声を奪ってしまった」と語った[63]。
- アーティクル19（英語版）執行役員のアグネス・カラマード (en) は、「トルコ当局はその行いについて厳しい自省の目を向けねばならない。刑法第301条を撤廃することに失敗し、同法や他の条文を利用して作家・ジャーナリストなどタブーに触れた人々、当局を公に批判した人々を起訴し続けた。これらの行いは、表現の自由に対して最も暴力的かつ致命的な攻撃でさえ合法化する雰囲気を醸成してきた」と述べた[64]。

### ジャーナリスト団体
- 国境なき記者団は、「この殺人はトルコを含めたあらゆる地域で、思想と表現の自由を擁護する人々に苦痛と苦悩を与えるであろう」「トルコ政府はこの犯罪の極度の重要性を認識し、可能な限り迅速に、徹底的調査で責任者を特定すると保証すべきである」と発表した[65]。
- 国際ジャーナリスト連盟事務局長のエイダン・ホワイト (en) は、「既存の正当性にあえて挑戦して意見を述べるようになったその時から、彼は侮辱と脅迫の対象となってきた」「彼が、社会の一部に深く根差したままとなっている不寛容という文化の犠牲になったと思われることは、恥ずべきことである」と述べた[66]。
- 国際新聞編集者協会役員のヨハン・P・フリッツは、「これはトルコにおける出版の自由にとって恐るべき事件である。これにより、ディンクのようにアルメニア人虐殺について語ろうとすれば、当局からの執拗な嫌がらせを受けるのみならず暗殺の可能性もある、という明らかなシグナルを、すべてのトルコのメディアは受け取った」「私は、今や現代社会にあのような法の存在する余地はない、とトルコ政府に思い知らせる時が来たと考える。また、私はディンクの死によって、すべての面から合意を得て例の諸法律が過去のものとされるための、開かれた議論が生まれることも望む」と述べた[67]。
- ジャーナリスト保護委員会執行役員のジョエル・サイモンは「ディンクは、自身のジャーナリズムを通してトルコの複雑な過去に光を当てようとし、トルコ人とアルメニア人のためのより良い未来を作り出そうとした。これにより彼は多くの敵を作ったが、数々の脅迫にもかかわらず、彼は書き続けることを誓った」「この暗殺は今、トルコの最も勇敢な声の一つを沈黙させた。我々はこの犯罪に深い衝撃と悲しみを覚え、最も深い哀悼の意をディンクのご家族、同僚、ご友人の方々に表する」と語った[1]。
- PENアメリカン・センター（英語版）言論の自由・国際問題担当局長のラリー・シームスは、「我々は恐怖している」「ディンクは、トルコにおける表現の自由を求める非暴力運動――国家の重要な真実を検閲し、抑圧する法を否認するという市民的不服従を実践してきた作家・編集者・出版者による運動――の英雄の一人だった。これは現代の最も重要な人権運動の一つである。ディンクの同胞は、彼の殺害に対して正義がもたらされるに違いない強力な、団結したメッセージを伝えることによって、ディンクが彼らのために勝ち取った利益の一部でも強固にすることに協力できる」と語った[68]。